# Макстрой
Трест «Макстрой» (в годы Великой Отечественной войны организация носила название Особая строительно-монтажная часть №60 (ОСМЧ-60)) — строительная организация, существующая в Макеевке с начала 1930-х годов.
Трест «Макстрой» являлся одной из крупнейших строительных организаций в Донецкой области и возводил промышленные объекты не только в Макеевке, но и во многих других городах Донбасса.
До 1991 года трест входил в Министерство строительства предприятий тяжелой индустрии Украинской ССР. С 1991 по 2004 год предприятие находилось в коллективной собственности, с 2004 года перешло в частную собственность и вскоре было доведено до банкротства.

## История

Юбилейный нагрудный знак
«Макстрой» — 40 лет»

В 1929 году советское правительство решило заказать американским фирмам мощные блюминги, в том числе и блюминг для Макеевского металлургического завода. Заказ был принят, но условия его выполнения были настолько кабальными (одновременно с оборудованием должны быть заказаны и все материалы для строительства, вплоть до кирпича), что было решено не соглашаться на них. 

Тогда было решено построить блюминг собственными силами. Это ответственное задание («заказ революции», как говорили тогда) было поручено одному из старейших машиностроительных заводов — Ижорскому, а изготовление мотора и злектрооборудования заводу «Электросила». Заказ был выполнен менее, чем за девять месяцев. Блюминг был передан Макеевскому металлургическому заводу. На месте строительством занялась организация, впоследствии получившая название «Макстрой». Стройкой лично занимался Нарком Серго Орджоникидзе.

Для достижения необходимой четкости в работе, усиления ответственности и немедленного переключения строительства Макеевского металлургического завода на большевистские темпы коллегия Наркомтяжпрома постановила реорганизовать стройконтору восьмого строительного треста в самостоятельный строительно-монтажный трест – «Макстрой». 
Приказ № 372 за подписью Серго Орджоникидзе. Июнь 1932 года. 
.
В начале 1930-х гг. вместе с «Азовсталью» и «Дзержинстроем», «Макстрой» стал пионером внедрения премиальной оплаты труда инженерно-технических работников, в то время как на других стройках Советского Союза данная форма оплаты труда применялась ещё очень робко
Героическими усилиями ударников-строителей в 29 января 1933 г., в 3:05 была задута домна №1-бис металлургического завода им. Ворошилова.
В послевоенное время, в годы восстановления Донбасса, при помощи бюро обкома КП(б)У, для привлечения колхозников из других районов Донецкой области и других областей Украинской ССР были командированы представители треста «Макстрой».
На 1 января 1949 г. в тресте насчитывалось 3 тысячи стахановцев
Рабочие треста «Макстрой» Е. Квасов и М. Скорик предложили и изготовили специальный буровой станок – ямобур – для рытья ям под столбы. Введение ямобура позволило максимально механизировать работу по рытью ям и дало экономию по 273 руб. на каждые 400 мм.
Доменная печь №2 Макеевского металлургического завода была сдана в эксплуатацию на 50 дней раньше установленного срока.
В своей деятельности «Макстрой» сотрудничал с множеством предприятий области. Так, например, железнодорожный цех завода им. Кирова оказывал своим соседям услуги по перевозкам. Стоимость этих услуг, оказанных за первые 6 месяцев 1957 г. тресту «Макстрой», составила 0,33 млн. рублей.
К тому моменту трест «Макстрой» входит в Министерство строительства предприятий тяжелой индустрии Украинской ССР.
Коллектив Макстроя, спаянный, отобранный из лучших строек, под руководством партийной и профсоюзной организаций преодолевал все трудности.
Макстрой считался ведущей стройкой и коллектив его всячески старался оправдать этот статус.
Цели и задачи «Макстроя» были самыми разнообразными. В 80-е годы трест занимался реконструкцией целого ряда крупных промышленных предприятии области, оказывал помощь сельскохозяйственным районам в создании мясомолочных комплексов, цехов по переработке кормов и хранилищ.

## Структурные подразделения

### Производственные структурные подразделения
Самостоятельные структурные подразделения (управления) существующие с советских лет:
- Строительное управление «Железобетонстрой» (Донецкая область, Макеевка)
- Строительное управление «Цемстрой» (Донецкая область, Амвросиевка)
- Строительное управление «Спецстрой» (Донецкая область, Макеевка)
- Строительное управление «Домен строй» (Донецкая область, Макеевка)
- Строительное управление «Блюмингстрой» (Донецкая область, Макеевка. Расформировано)
- Строительное управление «Промстрой» (Донецкая область, Макеевка. Переформировано в два самостоятельных управления)

- Строительное управление «Промстрой-1» (Донецкая область, Макеевка)
- Строительное управление «Промстрой-2» (Донецкая область, Харцызск)

- Совхоз «Макстрой» (Донецкая область, Великоновоселковский р-н)

### Непроизводственные структурные подразделения
Непроизводственные структурные подразделения имеющие статус самостоятельных субъектов хозяйстования:
- Жилищно-коммунальная контора АОЗТ «Макстрой» (Макеевка, Кировский р-н, ул.Рижская, 1)
- Садоводческое общество «Строитель» (Макеевка, Кировский р-н, пос. Путь Ильича)

### Культура и досуг
Трест имеет на балансе:
- Дворец культуры «Строитель» (Макеевка, Кировский р-н, ул.Ленинградская)
- Оздоровительный лагерь им.Гагарина (Донецкая область, Ясиноватая)
- Детские сады №№20,21 (Макеевка, Кировский р-н, ул.Сормовская)